# Gentios
Gentios (řecky: Γένθιος, albánsky: Genti) byl ilyrský král z kmene Labeatů. Vládl v letech 181–168 př. n. l. a byl posledním ilyrským králem vůbec. Hlavním městem ilyrského království za vlády Gentia byla Scodra, nyní Skadar v Albánii, a Gentios je tak důležitou postavou pro albánskou národní identitu. Je vyobrazen i na albánské bankovce v hodně 2000 leků.
Byl synem krále Pleurata III., který udržoval pozitivní vztahy s Římem. Gentios chtěl původně pokračovat v obezřetné prořímské politice svého otce a v roce 171 př. n. l. se spojil s Římany proti Makedoncům. V roce 169 př. n. l. však změnil stranu a spojil se s Perseem Makedonským proti Římu. Získal totiž dojem, že si to již může dovolit, když si zajistil spojenectví Dardanů, po sňatku s Etutou, dcerou dardanského krále Monunia (bývalou snoubenkou svého bratra Platora, kterého nechal zabít). Gentios pak zatkl dva římské vyslance a obvinil je, že nepřišli jako emisaři, ale jako špioni. Zničil též města Apollonia a Epidamnos (římské Dyrrachium, nyní Drač v Albánii), která byla spojencem Říma. V roce 168 př. n. l. však byl Gentios poražen u Scodry římským vojskem pod vedením Lucia Anicia Galla. V roce 167 byl přivezen do Říma jako zajatec, aby se zúčastnil Gallova triumfu, načež byl internován v Iguviu (dnešní Gubbio). Datum jeho smrti není známo. Jeho obrat proti Římu měl pro celé ilyrské království zničující následky. Římané se rozhodli relativní nezávislost království dále netolerovat a po porážce Gentia území království anektovali (šlo především o jih Ilýrie), přičemž ho rozdělili na tři správní jednotky nazývané meris. Ilyrská města loajální ve válce k Římu si uchovala jistou autonomii a bylo jim dovoleno platit jen polovinu daní, které dříve platila Gentiovi. Zbylé území Ilýrie Řím dobýval ještě sto let. Existuje teorie, že po Gentiovi nechali Římané vládnout ještě jednoho plnohodnotného ilyrského krále, Ballaia, jež měl sídlit v dnešním Risanu (v Černé Hoře), ale není všeobecně přijímána. Ballaiova moc byla patrně spíše lokální.